# Puls

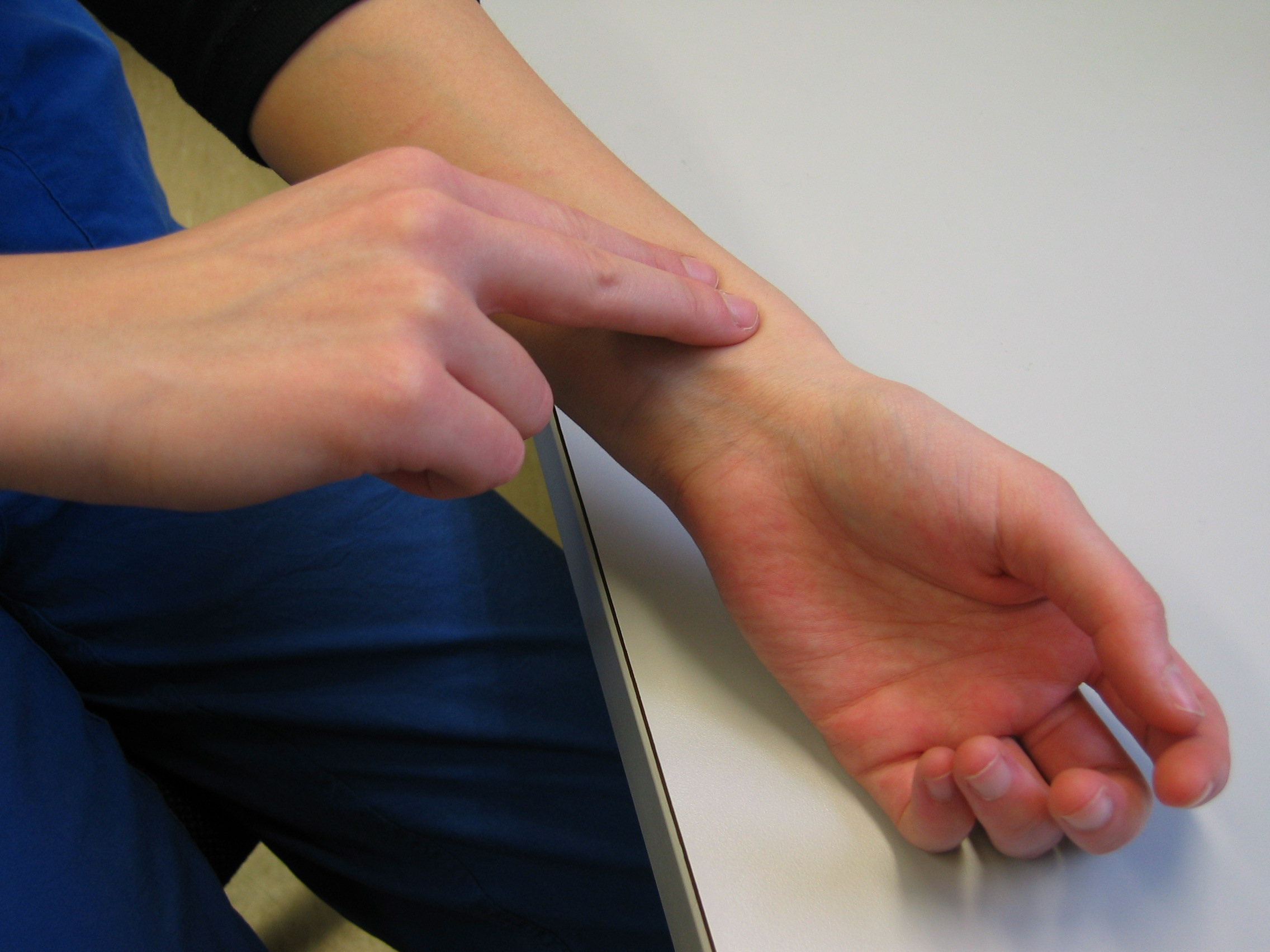
Pulstastung am Unterarm

Der Puls (lateinisch pulsus, „Stoß“, wie lateinisch pulsare „klopfen“, von lateinisch pellere „schlagen, stoßen“) beschreibt seit der Antike (etwa bei dem alexandrinischen Arzt Herophilos um 300 v. Chr.) die mechanischen Auswirkungen der durch den systolischen Blutausstoß vom Herz stammenden Druck- und Volumenschwankung (Pulswelle), die sicht- und / oder tastbar ist.
Bei der Pulsmessung (Pulszählen) wird nicht nur die Anzahl der erfassbaren Druckstöße pro Minute (Frequenz) bestimmt, sondern auch deren Regelmäßigkeit (Pulsrhythmus) erfasst. Die Pulsfrequenz stimmt normalerweise mit der Herzfrequenz überein, kann bei einem Pulsdefizit aber auch geringer sein. Andere Eigenschaften des Pulses (Pulsqualitäten) spielen heute in der klinischen Untersuchung kaum noch eine Rolle.

## Arterien- und Venenpuls
Im engeren Sinne bezeichnet der Puls die in den Arterien stattfindenden Volumenschwankungen. Sie entstehen primär durch die Kontraktion der linken Herzkammer, welches Blut in die Aorta pumpt. Mit dem Ende dieser Kammerkontraktion schlägt die Welle zurück Richtung Herz. Dieser Rückfluss, auch als Incisur (Einschnitt) bezeichnet, wird aber sofort durch den Schluss der Aortenklappe gestoppt. Je weiter das Blut in die Peripherie fließt, umso stärker verschwindet diese Incisur. In den herzfernen Arterien kommt es durch die Elastizität der Gefäßwände sowohl zu peripher gerichteten als auch zu durch Reflexionen bedingten rückläufigen Wellen, die sich überlagern. Man bezeichnet die resultierende Welle als dikrote Welle. Der Puls entsteht durch die lokale Erweiterung der Arterienwand und dem sich anschließenden Zusammenziehen durch elastische Elemente in der Arterienwand, wodurch sich der Puls immer weiter in die Peripherie fortsetzt. Die Ausbreitungsgeschwindigkeit dieser Welle ist im Übrigen deutlich größer als die Strömungsgeschwindigkeit des Blutes im Inneren.
In den herznahen Venen des Halses wie der tiefen Drosselvene und oberflächlichen Drosselvene gibt es ebenfalls Druck- und Volumenschwankungen, die aus Druckveränderungen im rechten Herzvorhof resultieren und als Venenpuls bezeichnet werden.

## Ruhepuls
Der Ruhepuls (die Herzschlagfrequenz (HF) in Ruhe oder Ruheherzfrequenz (RHF)) beträgt bei einem gesunden untrainierten Erwachsenen 65 bis 85 Schläge pro Minute. Der Ruhepuls eines trainierten Ausdauersportlers kann unter 40 Schlägen pro Minute betragen, was durch einen erhöhten Parasympathikotonus und ein erhöhtes Schlagvolumen bedingt ist. Bei Säuglingen beträgt der durchschnittliche Ruhepuls etwa 140 Schläge pro Minute, bei einem 10-jährigen Kind 90 Schläge pro Minute.

## Pulsmessung (Sphygmologie)

Zum Pulsfühlen geeignete Punkte

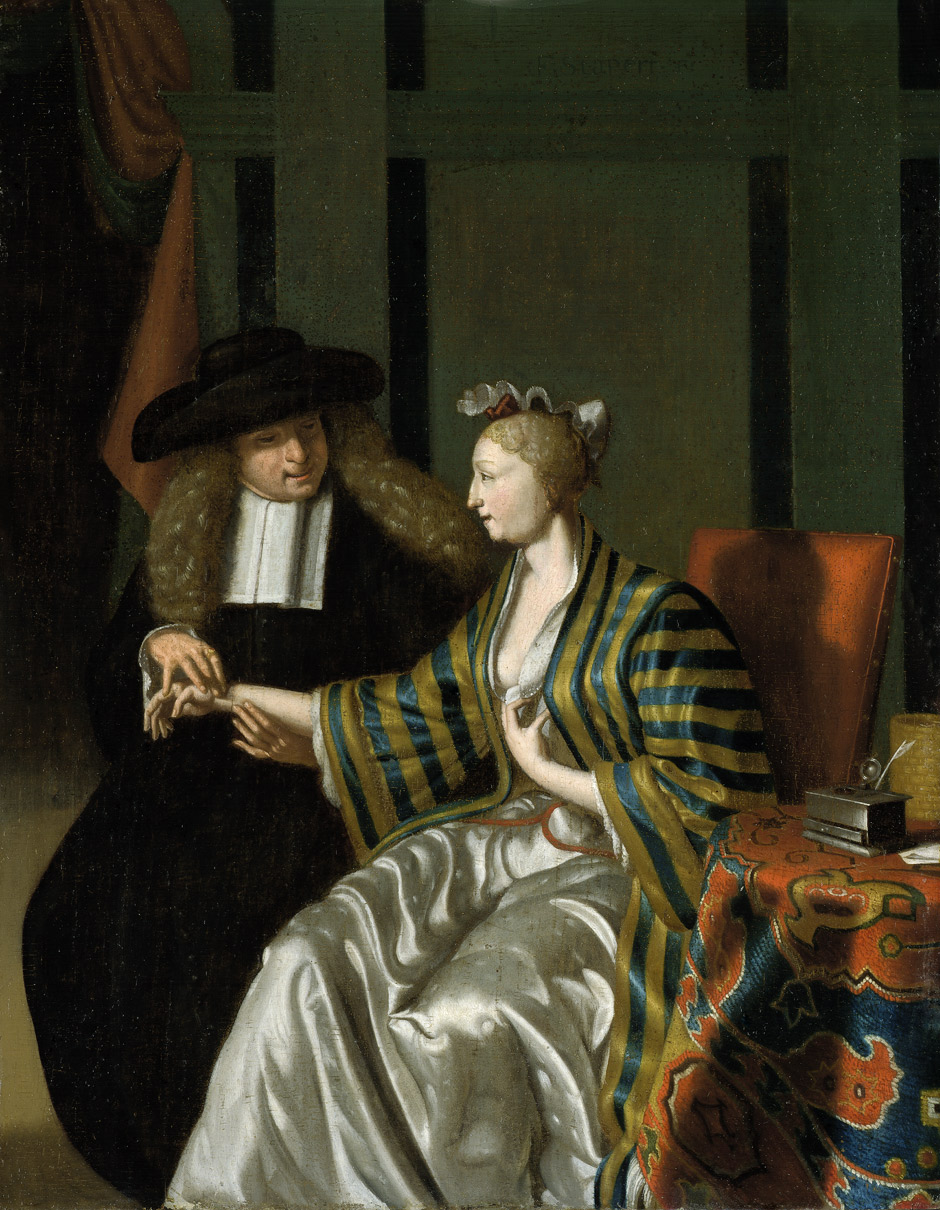
Pulstastung am Handgelenk auf einer Darstellung um 1717

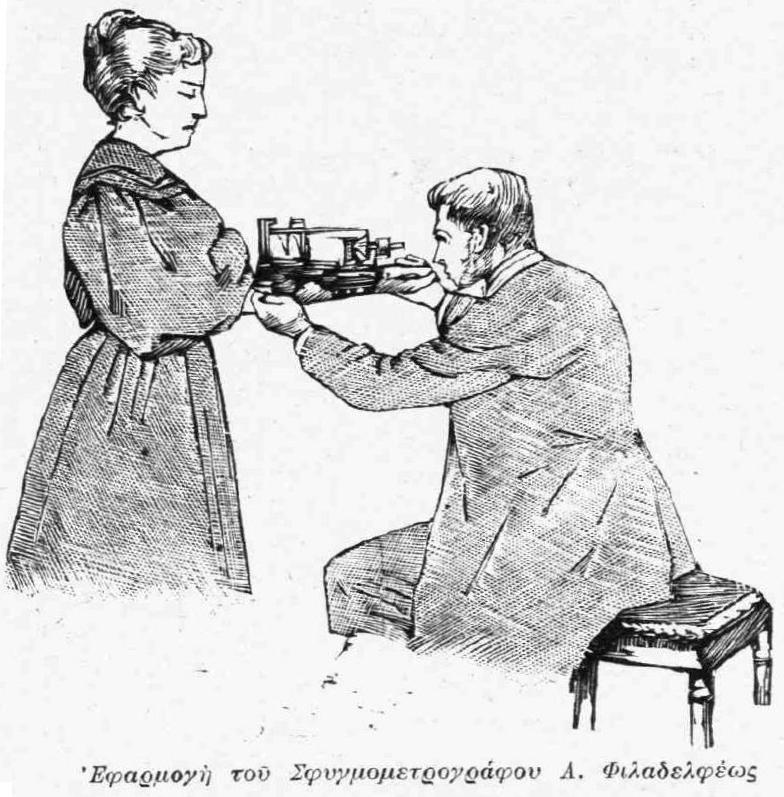
Pulsmessung mit einem Gerät von Anastasios Filadelfeus, 2. Hälfte des 19. Jahrhunderts

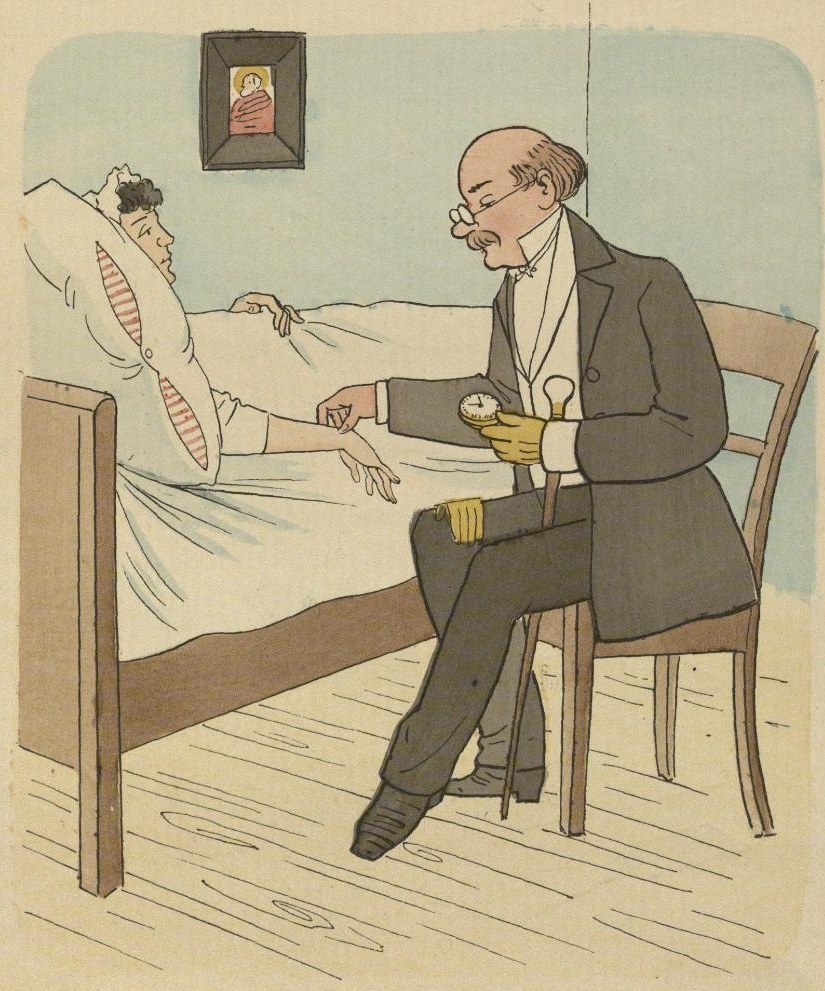
Pulsmessung durch den Arzt mit Hilfe seiner Taschenuhr (aus einem Kinderbuch von 1888)

Der Puls kann auf unterschiedliche Weise gemessen werden. Eine praktisch sehr einfache, kostengünstige und genaue Messmethode zur Erfassung des Momentanwertes ist die Verwendung eines Pulsoxymeters, welches als Clip auf einen Finger gesteckt wird und neben dem aktuellen Puls auch die Sauerstoffsättigung im Blut anzeigt. Weitere Methoden sind die Verwendung von speziellen Herzfrequenzmessgeräten, welche je nach Ausführung beispielsweise auch die Erfassung der Pulsfrequenz über längere Zeit mit automatischer Datenaufzeichnung erlauben. Eine weitere einfache und verbreitete Methode ist die manuelle Messung mit Hilfe einer Uhr, wobei die Anzahl der Herzschläge pro Zeitspanne gezählt wird. Es kann aber auch umgekehrt die für eine bestimmte Anzahl von Pulsschlägen nötige Zeitspanne auf der Uhr abgelesen werden. In der Naturwissenschaft, etwa bei Cardano im 16. Jahrhundert, führte man umgekehrt zunächst Zeitmessungen mit Hilfe des Pulses durch. Bei dieser Messung wird die Anzahl der Impulse pro Zeit gemessen. Gewöhnlich wird der Puls in Schlägen pro Minute angegeben. Der belgische Theologe, Mathematiker und Astronom Froidmont bestimmte spätestens 1627 bei seinen Untersuchungen von Witterungserscheinungen die menschliche Pulsfrequenz bei Erwachsenen mit 4450 Schlägen pro Stunde (74/min). Die ersten genaueren Zahlen für die Pulsfrequenz teilte Johannes Kepler zu Beginn des 17. Jahrhunderts mit. Die ersten wissenschaftlichen Untersuchungen der Pulsfrequenz publizierte 1707 John Floyer (1649–1734). Erst ab dieser Zeit wurde gemäß Power der Puls mit Hilfe von Uhren gemessen.
Es gibt verschiedene Stellen am Körper, an denen man den arteriellen Puls für die manuelle Messung leicht tasten kann, weil die Schlagadern hier oberflächlich auf einer festen Unterlage (Knochen, Muskeln) verlaufen. Zur Messung wird die Arterie nicht zu stark komprimiert, sondern nur mit leichtem Druck ertastet:
- Arteria radialis (Speichenarterie) – daumenseitig oberhalb des Handgelenks
- Arteria carotis communis (Halsschlagader) – in der Drosselrinne
- Arteria femoralis (Oberschenkelarterie) – Oberschenkelinnenseite
- Arteria poplitea (Kniekehlarterie) – in der Kniekehle bei angewinkeltem Bein
- Arteria tibialis posterior (hintere Schienbeinarterie) – hinter dem Innenknöchel
- Arteria dorsalis pedis (Fußrückenarterie) – mittlerer Fußrücken
- Arteria temporalis superficialis (oberflächliche Schläfenarterie) – Schläfe
- Arteria facialis (Gesichtsarterie) – Nase oder Unterkiefer
- Arteria subclavia (Schlüsselbeinarterie) – Schlüsselbein
- Arteria axillaris (Achselarterie) – Achselhöhle
- Arteria brachialis (Oberarmarterie) – Innenseite des Oberarmes
- Arteria ulnaris (Ellenarterie) – Handgelenk (Seite des kleinen Fingers)

Im Notfall sind der Femoralispuls und der Carotispuls am verlässlichsten tastbar, da er oft auch noch bei niedrigen Blutdruckwerten nachweisbar ist. Um bei der Messung die ganze Pulswelle zu erfassen, sollte der Puls mit zwei oder drei Fingern getastet werden.
In der Tiermedizin wird der Puls bei Pferden und Rindern an der Gesichtsarterie oder der Unterseite des Schwanzes (Arteria caudalis mediana), bei Fohlen, Schafen, Ziegen, Ferkeln, Frettchen, Hunden und Katzen an der Oberschenkelarterie bestimmt. Bei größeren Schweinen kann die Arteria auricularis an der Ohrmuschelbasis herangezogen werden. Bei Neuweltkamelen und kleinen Heimtieren kann der Puls nicht ertastet werden, weshalb die Pulsmessung nicht zur Routinediagnostik gehört. Bei größeren Vögeln kann der Puls an der Flügelunterseite ertastet werden, was aber ebenfalls nicht routinemäßig durchgeführt wird. Bei Amphibien und Reptilien ist eine Pulsmessung nicht möglich.

## Pulsqualitäten
Neben der wichtigen Aussage Puls tastbar oder Puls nicht tastbar, zum Beispiel bei einem akuten Gefäßverschluss durch eine Thrombose, unterscheidet man bei der Pulseinschätzung fünf Pulsqualitäten:
Frequenz
- frequens (häufig)
- rarus (selten)

Regelmäßigkeit
- regularis (regelmäßig)
- irregularis (unregelmäßig) (respiratorische Arrhythmie, Herzrhythmusstörung, Extrasystolen)

Härte (Unterdrückbarkeit)
- durus (hart) (bei Bluthochdruck)
- mollis (weich) (bei niedrigem Blutdruck)

Amplitude
- altus (hoch; Syn. magnus)
- parvus (niedrig)

Anstiegssteilheit
- celer (schnell)
- tardus (langsam)

Klinisch bedeutsam sind z. B. folgende Pulsqualitäten und Kombinationen:
Pulsus celer, altus, durus
„Wasserhammerpuls“, schnell, hoch und hart, typisch bei Aorteninsuffizienz
Pulsus tardus, parvus, mollis
langsam, klein und weich, typisch bei Aortenstenose
Pulsus celer et parvus
schneller und schwacher Puls, zum Beispiel bei Schock
Pulsus bisferiens, auch Pulsus dicrotus (Dikrotie)
zweigipfelig, bei hypertropher obstruktiver Kardiomyopathie
Pulsus tricrotus (Trikrotie)
dreigipfelig bei Dikrotie mit folgender Extrasystole
Pulsus alternans
Wechsel von stark und schwach, evtl. bei Herzinsuffizienz
Pulsus bigeminus (Bigeminie)
regelmäßiger Wechsel von hart und weich, typisch für ventrikuläre Extrasystolen
Pulsus trigeminus (Trigeminie)
zwei Sinusschläge und eine Extrasystole (oder umgekehrt)
Pulsus anacrotus (Anakrotie)
zusätzliche Pulswelle im aufsteigenden Schenkel, typisch bei Aortenstenose
Pulsus vibrans
schwirrender Carotispuls, typisch bei Aortenstenose
Pulsus filiformis (parvus, frequens, mollis)
fadenförmiger, „dünner“ Puls, z. B. bei Kreislaufkollaps
Pulsus intermittens
Aussetzen einzelner Schläge, vgl. Pulsdefizit
Pulsus paradoxus (paradoxer Puls)
Die Pulsamplitude nimmt bei der Einatmung ab, bei Herzbeuteltamponade
Die Traditionelle Chinesische Medizin beschreibt mehr Taststellen und Pulsqualitäten (→ Pulsdiagnose).

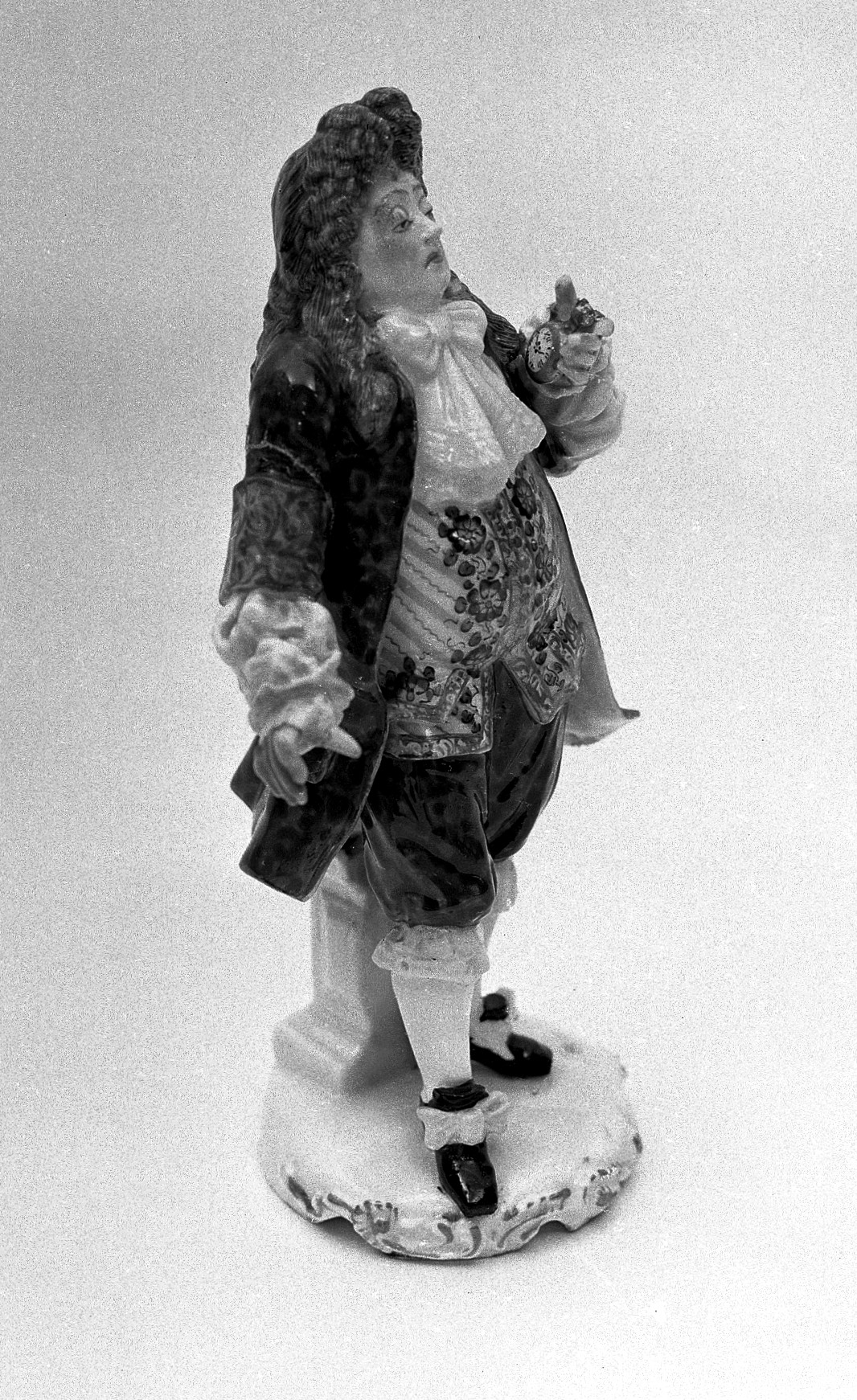
(Pulsmessender) Arzt des 17. Jahrhunderts mit Taschenuhr, um 1880 in Paris von Samson aus Porzellan hergestellt. Wellcome Institute of the History of Medicine, London

## Günstiger Trainingspuls
Für die Berechnung eines optimalen Trainingspulses existieren verschiedene Formeln. Er hängt u. a. von den verfolgten Zielen ab und liegt für Ausdauersportarten zwischen 70 % (extensives Training) und 85 % (intensives Training) des individuellen Maximalpulses.
Häufig wird eine Belastung von ca. 60 % des Maximalpulses zur optimalen Fettverbrennung angegeben. Allerdings finden sich in der Literatur hierfür recht große Bandbreiten. Demnach erreicht die Fettverbrennung – in absoluten Werten, nicht als Anteil am gesamten Energieverbrauch – ihr Maximum bei einer Sauerstoffaufnahme VO2 von 50 % (für Untrainierte) bis 72 % (für Trainierte) der maximalen Sauerstoffaufnahme (VO2max). Zudem gibt es eine „erhebliche interindividuelle Streubreite“. Die Herzfrequenz in Prozent des Maximalpulses ist dabei nur ein grober Anhaltspunkt für die Sauerstoffaufnahme, kann jedoch während des Trainings sehr einfach bestimmt werden. Zudem berücksichtigen diese Werte nicht das Alter, denn mit dem Älterwerden sinkt die erreichbare Herzfrequenz (Maximalpuls, HFmax). Diese kann nach folgender Formel berechnet werden:
HFmax = 220 − Lebensalter in Jahren
Eine möglichst zuverlässige Feststellung des optimalen Trainingspulses erfolgt mit Hilfe der Spiroergometrie. Hierbei kann unter Messung der Atemgase unter Belastung die anaerobe Schwelle bestimmt werden, die im Rahmen eines Trainings nicht überschritten werden sollte. Da bei dieser Untersuchungsmethode auch der Blutdruck bestimmt wird, kann ein etwaig zu starker Blutdruckanstieg in die Bestimmung des Trainingspulses mit einfließen.
Grobe Richtwerte für ein extensives Ausdauertraining können nach der Karvonen-Formel ermittelt werden, sofern keine Arzneimittel wie beispielsweise Betablocker eingenommen werden:
(HFmax − Ruhepuls) × 0,6 + Ruhepuls = Trainingspuls
Nach Lagerstrøm berechnet sich der individuelle Trainingspuls folgendermaßen:
Ruhepuls + (220 − 2⁄3 × Lebensalter in Jahren − Ruhepuls) × Faktor = Trainingspuls
Der Faktor berücksichtigt die allgemeine körperliche Leistungsfähigkeit und reicht von 0,55 bis 0,75.